# Bénie Traoré
Bénie Adama Traoré, né le 30 novembre 2002 à Ouaragahio en Côte d'Ivoire, est un footballeur ivoirien qui évolue au poste d'ailier droit au FC Bâle.

## Biographie

### En club
Né à Ouaragahio en Côte d'Ivoire, Bénie Traoré est formé dans son pays natal par l'ASEC Abidjan. Il rejoint la Suède et le BK Häcken en janvier 2021.
Traoré fait sa première apparition pour le BK Häcken le 21 février 2021, à l'occasion d'une rencontre de coupe de Suède face au Dalkurd FF. Il est titularisé et son équipe s'incline par deux buts à zéro.
Il joue son premier match dans l'Allsvenskan le 11 avril 2021, lors de la première journée de la saison 2021 contre l'Halmstads BK. Il est titularisé et son équipe s'incline par un but à zéro.
Le 6 mars 2022, lors d'un match de coupe de Suède perdu contre l'Hammarby IF (4-0 score final)), Traoré se blesse gravement. Victime d'une fracture du tibia, l'attaquant ivoirien est absent pendant de longs mois, son indisponibilité étant estimée entre six et huit mois.
Le 26 septembre 2022, Bénie Traoré prolonge son contrat avec le BK Häcken jusqu'en décembre 2026,.
Le 19 juillet 2023, Bénie Traoré rejoint l'Angleterre et s'engage en faveur du Sheffield United. L'attaquant ivoirien signe un contrat de quatre ans, soit jusqu'en juin 2027.
Au mercato hivernal 2023-2024, il est envoyé en prêt avec option d'achat au FC Nantes, de Sheffield United.

### En sélection
En mars 2023, Bénie Traoré est convoqué avec l'équipe de Côte d'Ivoire olympique.